# Acroscyphus
Acroscyphus is een monotypisch geslacht van korstmossen behorend tot de familie Caliciaceae. Het bevat alleen Acroscyphus sphaerophoroides.